# Metaphoxoides picardi
Metaphoxoides picardi is een vlokreeftensoort uit de familie van de Phoxocephalidae. De wetenschappelijke naam van de soort is voor het eerst geldig gepubliceerd in 1970 door Ledoyer.